# Pes (řeka)
Pes (rusky Песь) je řeka v Novgorodské a ve Vologdské oblasti v Rusku. Je dlouhá 145 km. Povodí řeky je 2730 km².

## Průběh toku
Odtéká z jezera Rakitinskoje (2,7 km²). Ústí zprava do Čagody (povodí Volhy).

## Vodní režim
Zdrojem vody jsou převážně sněhové srážky. Průměrný roční průtok vody ve vzdálenosti 123 km od ústí činí 6,4 m³/s. Zamrzá v listopadu až v prosinci a rozmrzá v dubnu až na začátku května.

## Využití
Řeka je splavná.